# The Longest Ride
The Longest Ride (bra: Uma Longa Jornada; prt: Uma Vida ao Teu Lado) é um filme estadunidense de 2015, do gênero drama romântico, dirigido por George Tillman, Jr., com roteiro de Craig Bolotin baseado no romance homônimo de Nicholas Sparks. 

## Elenco
- Britt Robertson como Sophia Danko
- Scott Eastwood como Luke Collins
- Alan Alda como Ira Levinson
- Oona Chaplin como Ruth
- Jack Huston como Ira Levinson (Jovem)
- Melissa Benoist como Marcia
- Lolita Davidovich como Linda Collins
- Barry Ratcliffe como o Leiloeiro
- Gloria Reuben como Adrienne Francis
- Brett Edwards como Jared Midelton
- Hunter Burke como David Stein
- Alina Lia como Brooke

## Produção
O autor Nicholas Sparks vendeu os direitos de adaptação do seu livro The Longest Ride por US$ 5 milhões de dólares para a 20th Century Fox, um valor altíssimo.
Em abril de 2014, a Fox 2000 Pictures atualizou a adaptação do filme para ser lançado em 10 de abril de 2015 nos Estados Unidos, com George Tillman, Jr. em negociações finais para ser o diretor e Craig Bolotin o roteirista, na escalação de elenco Britt Robertson como Sophia Danko, Oona Chaplin como Ruth, Scott Eastwood como Luke Collins, Jack Huston como Ira (Jovem), Alan Alda escalado como o velho Ira.

### Filmagens
A filmagem principal iniciou-se em 16 de junho de 2014, em Wilmington e Winston-Salem, Carolina do Norte. Em 28 de julho, as filmagens começaram em Jacksonville, onde uma cena principal de rodeio foi gravada. A equipe então se mudou para Winston-Salem no 'Lawrence Joel Veterans Memorial Coliseum'.

## Recepção
O filme recebeu críticas geralmente desfavoráveis. Na avaliação do site Rotten Tomatoes, o filme tem uma classificação de 29%, com uma classificação média de 4,3 / 10. O consenso crítico do site diz: "The Longest Ride é menos manipulador do que a média de filmes de Nicholas Sparks, mas ainda é sacarino e irremediavelmente artificial -. Não importa se ele vai para o público-alvo". No Metacritic, o filme tem uma pontuação de 32 em 100, baseado em 29 críticos, indicando "revisões geralmente desfavoráveis". Ele ganhou a nota média A no CinemaScore em uma escala de A a F, marcando a primeira adaptação de Sparks a ganhar um A em 11 anos desde The Notebook (2004).